# Lock ring
Gli archeologi definiscono lock ring (lett. anello a spirale o a ricciolo) un tipo di gioielleria risalente all'età del bronzo europea.
La fattura di questi anelli può essere d'oro o di bronzo e sono penannulari (vale a dire che nell'anello vi è un'interruzione o apertura in un punto della sua circonferenza), fornito di un'apertura che si è pensato fosse usata per attaccarli a mo' di orecchini o come ornamento per capelli. Nelle Isole Britanniche l'Irlanda ne fu un centro di produzione, benché gli anelli fossero fatti e usati in tutto il continente, in modo particolare dalla cultura di Unetice del Centro Europa.